# Magonia pubescens
Magonia pubescens är en kinesträdsväxtart som beskrevs av A. St.-hil.. Magonia pubescens ingår i släktet Magonia och familjen kinesträdsväxter. Inga underarter finns listade i Catalogue of Life.